# Jaredovy potíže
Jaredovy potíže (v anglickém originále Jared Has Aides) je první díl šesté řady amerického animovaného televizního seriálu Městečko South Park. Premiéru měl 6. března 2002 na americké televizní stanici Comedy Central.

## Děj
Celý stát začne být posedlý populárním programem na snižování váhy a kluci toho chtějí využít a nechat se sponzorovat restaurací, které hodlají udělat reklamu. Proto nechají Butterse přibrat na váze a pak zase zhubnout, což se jim ale nedaří podle plánu a tak jde na řadu po domácku dělaná liposukce.